# 女神側身像
《女神側身像》是日本tri-Ace游戏开发公司制作，SQUARE ENIX（原ENIX）游戏公司发行的一个游戏系列。最早于1999年在PlayStation上发行。游戏情节以北欧神话为蓝本，独特的神话风格与游戏模式而一度受到广大游戏爱好者的好评。
故事以北欧神话为背景，玩家将以阿萨神族中主神奥丁座下命运三女神之一的次女蕾娜丝·瓦尔基里为视角。故事地点为米德格德大陆，叙述了主神奥丁为了迎接诸神的黄昏的神界决战而派遣女武神蕾娜丝到人间收集战士英灵的事迹。剧情中玩家将以灵魂选定者的身份介入蕾娜丝“受到感应”的人的亡魂的生平事件，随即引导之成为神界战魂而帮助主神奥丁成为对抗诸神的黄昏的战士。
游戏于2007年发行PlayStation Portable移植版《女神側身像 蕾娜丝》。剧情、人物等完全承袭前作，但在战斗系统中增加了新的动作元素和全新制作的CG影像。游戏续作《女神側身像2 希爾梅莉亞 》于2006年6月22日在日本PlayStation 2平台发行，北美版于2006年9月26日发行。2008年11月1日在任天堂DS上发行的系列外传《女神側身像 負罪者》。

## 设定

### 世界观
女武神
主神奥丁派下凡间收集战士亡魂的使者，也可以是奥丁的侍女。在凡间她们是率领战魂们作战的领导者。在《女神側身像》的体系中分为命运三女神，分别为长女亚莉， 次女蕾娜丝，和三女希尔梅莉亚。在北欧神话中她们一般是来自地上国王的女儿，或是奥丁自己的女儿，或是发誓侍神而被诸神选中上天的处女战士。他们被称为 “奥丁的侍女”，但他们都应该是处女神。她们在战场上赐与战死者美妙的一吻，并引领他们带往英灵殿（Valhalla）。这么做的目的是为了在诸神的黄昏来临之前，扩充神域的兵力以应付战场所需。
英靈
被女武神选中的凡人英雄死亡后的亡灵。目的是为了帮助阿萨神族对抗诸神的黄昏而存在。
在北欧神话中在经历死亡后，他们全部都会被齐集在英灵殿。在每天破晓时被唤醒，跟其他英灵战士互相决斗至体无完肤（正式来说是砍成碎块）；在黄昏时，他们则会被奇迹地治疗复原，然后共众晚餐、睡觉。日日如是，为的是在诸神的黄昏──末日的最后之战前作好准备，对抗世界之树另一方由海拉率领的势力。
诸神的黄昏
诸神的黄昏是众神和一切生灵的末日，这个世界末日，是无论如何也避免不了的结局。

### 角色
蕾娜丝·瓦尔基里（英文：/日文： 聲優：冬馬由美）
年龄：23岁（人间换算） 种族：阿萨神族 性别：女 职业：灵魂选定者
命运三神女中的次女，是三神女中神格最高的。头发的颜色是银色。
故事中为主神奥丁下界收集优秀的战士亡魂，为阿萨神族面对诸神的黄昏征募。拥有间于人和神中的多个精神寄体。在凡人面前，她是命运的引导者，是正义，忠诚的象征。对于即将往生的灵魂来说，她即是引导他们上天堂的天使；同时也是宣告他们死亡的死神。而在成为天界的勇者以后……对于他们来说，女武神即是在战场上身先士卒，领导大家作战的勇者；同时也是慰藉心灵迷惘的圣母。造成这种多重性格的理由正是因为瓦尔基里的精神是由神和人所共同构成的。
命运三女神同时只会有一个人苏醒并执行职责，另外的二人会在此间转生为人类，体验人间的喜怒哀乐。然而蕾娜丝在本次苏醒的时候却被奥丁封印了身为凡人时的记忆，理由是防止无关的情绪干扰作为神的职责。随着故事的进行，蕾娜丝遇到了越来越多对她的过去有所了解的人，于是逐渐开始质疑自己的存在，并逐渐发掘被封印的记忆。
芙蕾（英文：/日文： 聲優：川村萬梨阿）
年龄：26岁（人间换算） 种族：阿萨神族 性别：女 职业：命运创造者
神格仅次于奥丁，相当于第二级神。奥丁忠实的仆神。高傲，强大，冷静，貌美，绝对的完美女性。主管人间的爱情。实力强橫，在游戏中负责监督命运三女神的下界任务。
奥丁（英文：/日文： 聲優：池田秀一）
年龄：不详 种族：阿萨神族 性别：男 职业：神之领导者
阿萨神族的最高统治者，人与精灵的混血，因此是唯一拥有成长能力的神。奥丁是出名的策略家，为了目的从来不择手段。本作中他利用“王呼之秘法”来苏生蕾娜斯，命令她到人间界收集优秀的灵魂。作为忠诚的象征，他同时赐予了蕾娜斯“尼伯龙根戒指”。
希尔梅莉亚·瓦尔基里（英文：/日文：）
年龄：21岁（人间换算） 种族：阿萨神族 性别：女 职业：灵魂选定者
命运的三女神之最幼女，蕾娜丝的妹妹。拥有高贵的气质，同时也是一位温柔的女性。本作中希尔梅莉亚的精神被不死者王布拉姆斯所获，封印中。
亚莉·瓦尔基里（英文：/日文：）
年龄：25岁（人间换算） 种族：阿萨神族 性别：女 职业：灵魂选定者
命运之三女神的长女，也是三姐妹当中最为成熟的存在，对奥丁表示绝对忠诚。因为命运三女神同时只会有一个人苏醒的缘故，在故事开始时她处在休眠状态。
普拉蒂娜（英文：/日文： 聲優：冬馬由美）
年龄：14岁（终年） 种族：人类 性别：女 职业：女仆
威尔诺亚村的少女。心地善良，有着一头漂亮的银色长发。
家中的獨生女，與母親相依為命而维持着艰苦的生活。然而即便如此，她也依然乐观，温柔的看待着世界。这种精神也深深的影响了她青梅竹马的好友鲁西欧。
在一次被母親賣給奴隸商人之前，被於心不忍的鲁西欧拉着她偷偷逃出了村子。然而筋疲力尽的普拉蒂娜因为铃兰草原上的花香而中毒，最终死在鲁西欧的怀中。
数年后，当鲁西欧成为战魂时，他发现前来的瓦尔基里（蕾娜丝）竟然和普拉蒂娜长的一模一样……
鲁西欧（英文：/日文： 聲優：佐佐木望）
年龄：19岁 种族：人类 性别：男 职业：轻战士
威尔诺亚村的青年。为了当地穷困潦倒的孤儿们的生计而努力。
普拉蒂娜青梅竹马的朋友，对方的过世给他造成了非常重大的心理创伤，并使他成长为了一个希望尽力守护他人的强健战士。在这种懦弱内心善良的双重个性之下。他为了拯救同伴的少女而牺牲了自己生命，死去的他于是成为勇者之魂而见到了蕾娜丝。看到蕾娜丝后他在对方身上找到了布拉琪娜的的影子，因此他一定要为蕾娜丝找回她身为人类时的记忆。然而他这盲目的信条却为洛基所用，而路西欧也面临灵魂在神界死亡，从此和蕾娜丝神人永隔的悲惨命运。
然而他的想法寄愿望也寄托于布拉琪娜的耳环上传达给蕾娜丝，这也成为凌驾于所有的神技和魔法的力量，变成打破蕾娜丝内心封印的催化剂。
洛基（英文：/日文： 聲優：真殿光昭）
年龄：不详 种族：阿萨神族 性别：男 职业：堕落之神
同时拥有阿萨神族与梵神族血统的混血，因此被双方所遗弃。本身无罪却从某种程度上被指责为制约北欧众神的罪魁祸首。
本身并非恶人，只是很狡猾，喜欢恶作剧而已。然而从其他神身上所获得歧视逐渐的改变了他……
雷扎德·瓦雷斯（英文：/日文： 聲優：子安武人）
年龄：24 种族：人类 性别：男 职业：魔法师/尸灵术师
绝对的魔法天才，自创了魔法语言，并且可以自由的在肉体与灵魂形态之间转化。为了探求世界的真理不惜一切手段。最终的目标是获得超越神的力量。虽然从各种意义上都可以算是一个狂气而邪恶的人，但他的能力和知识却是谁也无法忽视的…… 其強大的魔法才能與激近瘋狂的思維與對於女武神（雷娜絲）瘋狂的愛戀與執著有著絕對的關連性。
據製作團隊表示，他是個變態。
布拉姆斯（英文：/日文： 聲優：乃村健次）
年龄：不详 种族：不死者 性别：男 职业：不死者之王
从命运三女神的丝线中掉落的，第一个暗之属民，一切不死者的王。
能力可以说和奥丁不相上下，但相比奥丁喜欢躲在幕后的个性而言，他更喜欢身先士卒的冲在最前方。
命运三女神曾经和他有过数次大战，但最终并没有取得太多的结果。三女希尔梅莉亚的灵魂更是被他禁锢在了城堡的大厅中……然而，没有人明白他闪着红光的双眼中所表达出的真意。

## 系列作品
| 作品名称                                | 中文名称              | 发售时间       | 平台                                  |
| --------------------------------------- | --------------------- | -------------- | ------------------------------------- |
| Valkyrie Profile                        | 北欧女神              | 1999年12月22日 | PlayStation                           |
| Valkyrie Profile: Lenneth               | 北欧女神 蕾娜丝       | 2006年3月2日   | PlayStation Portable                  |
| Valkyrie Profile 2: Silmeria            | 北欧女神2 希尔梅莉亚  | 2006年6月22日  | PlayStation 2                         |
| Valkyrie Profile: Covenant of the Plume | 北欧女神 背负罪行之人 | 2008年11月1日  | Nintendo DS                           |
| Valkyrie Elysium                        | 女神戰記 極樂淨土     | 2022年9月29日  | PlayStation 4，PlayStation 5，Windows |